# Scotasay
Scotasay (en gaèlic escocès, Sgeotasaigh) és una illa localitzada en el grup de les Hèbrides Exteriors, a Escòcia. L'illa està situada a 1 km enfront de la costa est de l'illa de Harris.
L'illa té una àrea de 49 hectàrees i una alçada màxima de 57 msnm. Actualment es troba deshabitada.